# Kanton Égletons
Égletons is een kanton van het Franse departement Corrèze. Het kanton maakt deel uit van het arrondissement Tulle.

## Gemeenten
Het kanton Égletons omvatte tot 2014 de volgende gemeenten:
- Champagnac-la-Noaille
- Chapelle-Spinasse
- Égletons (hoofdplaats)
- Le Jardin
- Montaignac-Saint-Hippolyte
- Moustier-Ventadour
- Rosiers-d'Égletons
- Saint-Yrieix-le-Déjalat

Door de herindeling van de kantons bij decreet van 24 februari 2014, met uitwerking op 22 maart 2015 werden volgende 10 gemeenten aan het kanton toegevoegd :
- Chaumeil
- Lafage-sur-Sombre
- Lapleau
- Laval-sur-Luzège
- Marcillac-la-Croisille
- Saint-Hilaire-Foissac
- Saint-Merd-de-Lapleau
- Sarran
- Soursac
- Vitrac-sur-Montane

Op 1 januari 2022 werden de gemeenten Le Jardin en Montaignac-Saint-Hippolyte samengevoegd tot de fusiegemeente (commune nouvelle) Montaignac-sur-Doustre.